# Joodse diaspora

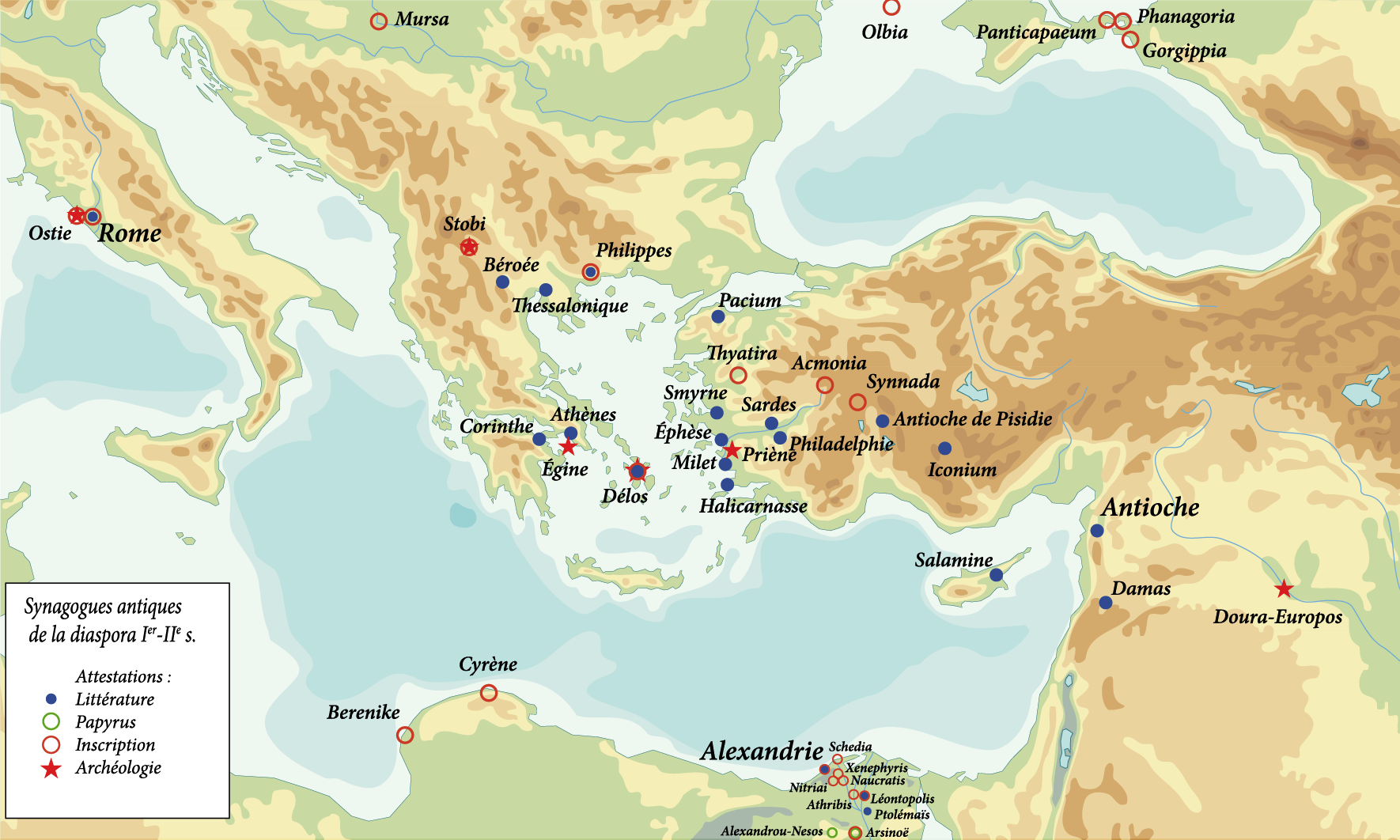
Verspreiding van synagogen in de klassieke oudheid

De Joodse diaspora (de klemtoon ligt op de eerste a, uit het Oudgrieks διασπορά, "verstrooiing", "uitzaaiing") duidt op de tot op heden voortdurende verstrooiing van de Joden. Het woord diaspora kan zowel het verstrooien zelf aanduiden, als de streken waarin de verstrooide Joden kwamen te wonen.
Naar analogie van het Griekse woord, wordt in de 20e eeuw ook wel de Hebreeuwse term Tefutsot (תפוצות) gebruikt. In de Judaïstiek duidt גלות, Galut meestal op de periode tussen 135, het jaar waarin keizer Hadrianus Joden verbande uit Jeruzalem, tot aan de oprichting van de staat Israël in 1948.

## Eerste diaspora

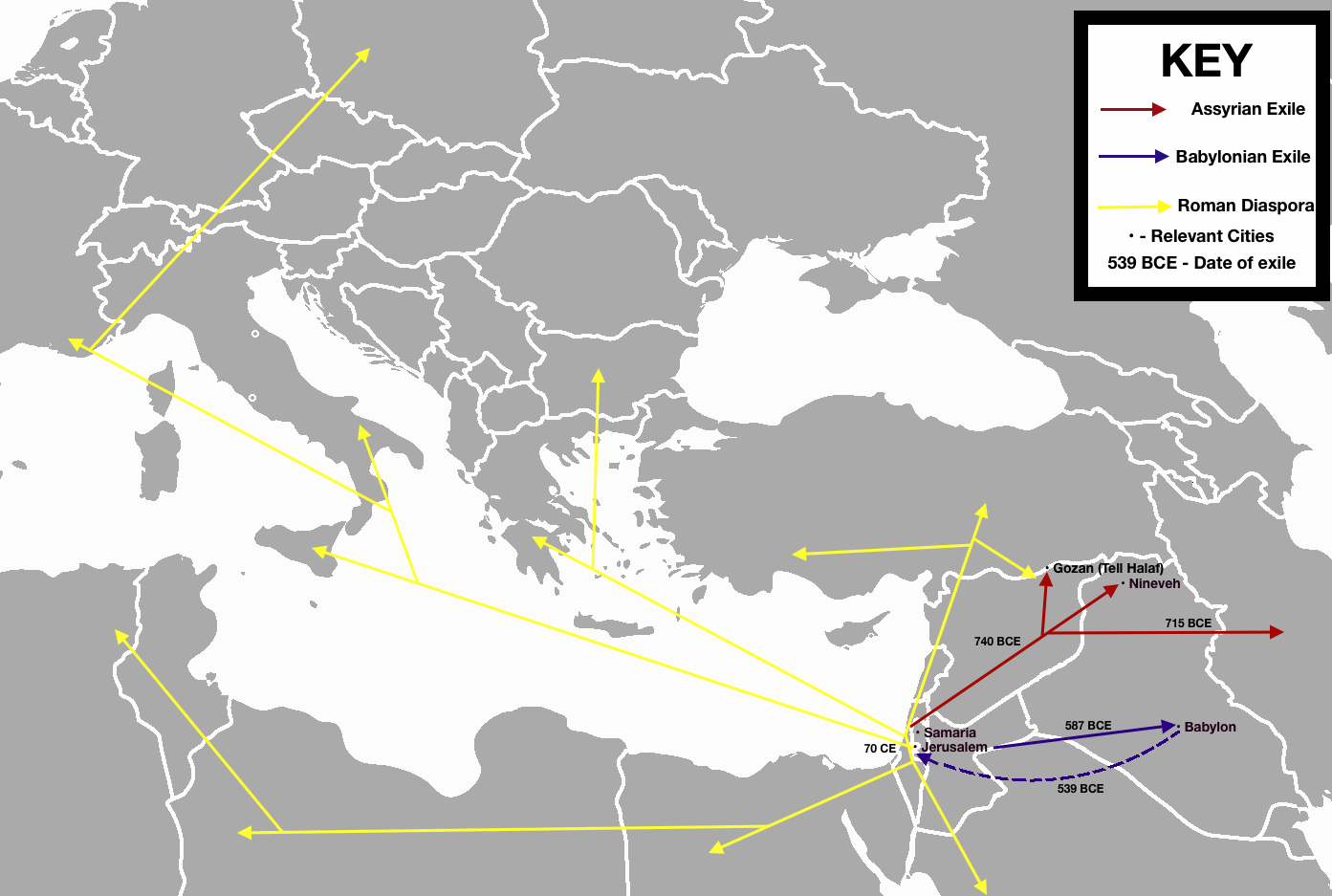
Routes van Joodse deportatie en verspreiding

Volgens de Hebreeuwse Bijbel begon deze verstrooiing met de ondergang van het koninkrijk Juda in 586 v.Chr. In de aanloop hiervan voerde Nebukadnezar II in 598 v.Chr. veel leden van de elite al in Babylonische ballingschap. Toen Nebukadnezar Jeruzalem belegerde vanaf 587 v.Chr., vluchtte een deel van de bevolking naar Egypte. Na de vernietiging van Jeruzalem rond 586 v.Chr. werd de rest van de bevolking in ballingschap meegevoerd. In Babylon gingen de Judeërs in afgesloten nederzettingen wonen, zodat zij hun tradities en religie binnen een omgeving met een ander geloof konden bewaren. Ergens in deze periode is het gebruik van de Hebreeuwse term  יהודי, Jehoedi gewijzigd van "inwoner van Juda" naar "Jood". De term Jodendom werd vervolgens de aanduiding voor de specifieke levenswijze en gebruiken, inclusief de eigen godsdienst, vooral als minderheid en vaak ook met een andere juridische status dan de bevolkingsgroepen waartussen de Joden woonden. Dit wordt als karakteristiek beschouwd aan de Joodse diaspora.

## Hellenistische periode
Van Babylonië en van Palestina uit verspreidde de Joodse diaspora zich in de daaropvolgende eeuwen via Syrië naar Klein-Azië, naar Mesopotamië, het Arabisch schiereiland en naar Centraal-Azië. In de tijd van het Hellenisme waren de meeste joodse nederzettingen te vinden in Egypte. Daarnaast waren er nederzettingen in Cyrenaica, in havensteden in het oostelijke Middellandse Zeegebied, langs de Zwarte Zee en uiteindelijk ook in Rome.

## Romeinse periode

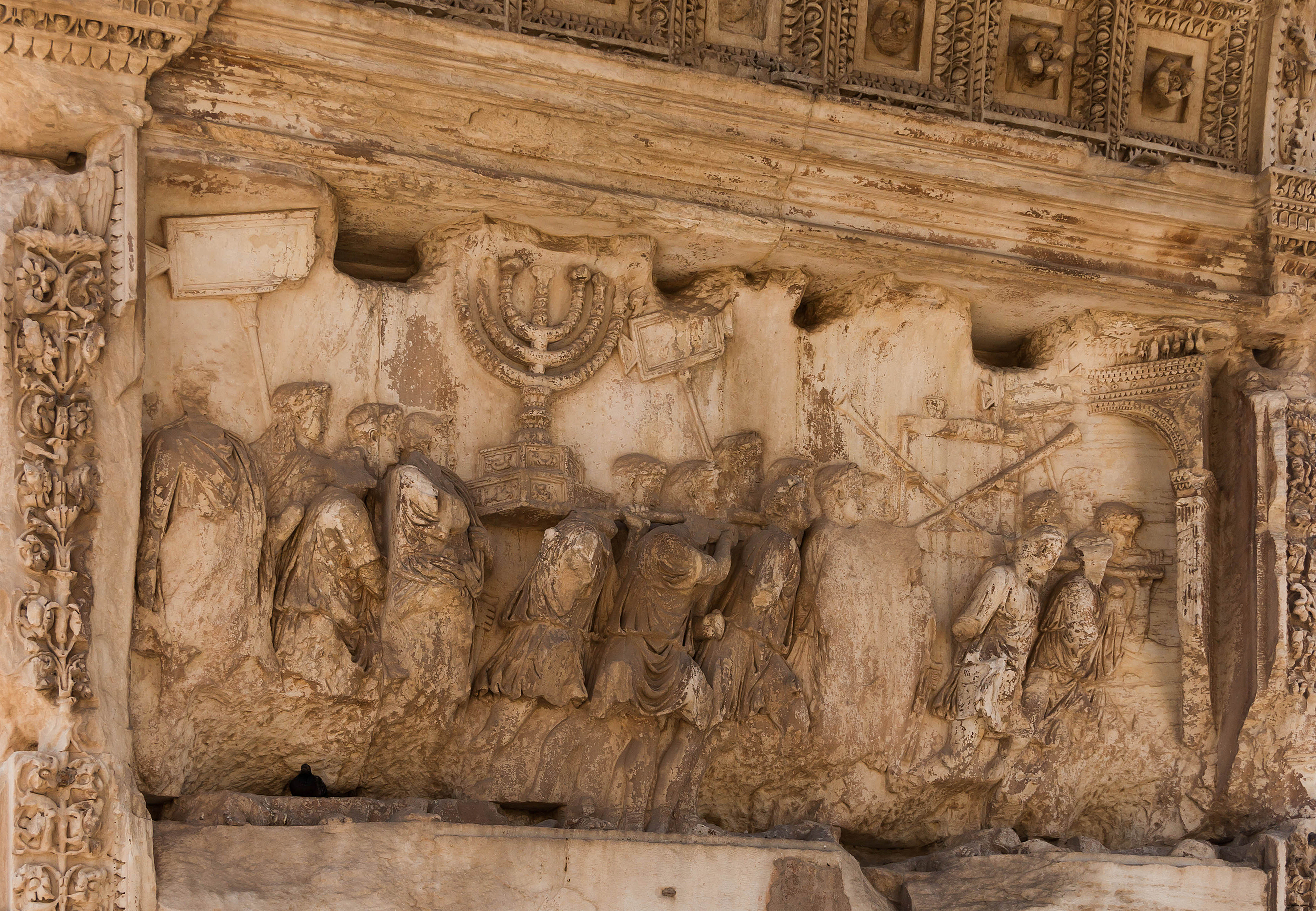
De verovering van Jeruzalem in het jaar 70 door Titus, afgebeeld op de Boog van Titus (Forum Romanum).

Reeds vóór de verwoesting van de tweede Tempel in het jaar 70 woonden er meer Joden in de diaspora dan in Palestina. De grootste verspreiding, deze keer over bijna de gehele wereld, namelijk in Noord-Afrika, Europa, Azië en, na de middeleeuwen, ook in Amerika, begon na de mislukte Bar Kochba-opstand in 135, die door Julius Severus werd neergeslagen. Maar of daarmee een verband bestaat, kan betwijfeld worden. Het kan ook een interpretatie zijn.

## Moderne tijd
Vanaf circa 1880 trokken tienduizenden Joodse migranten uit Oost-Europa maar ook uit Jemen naar Palestina, destijds een Ottomaanse provincie. Zij hoopten dat het herscheppen van een eigen thuisland of staat daar een einde zou maken aan het antisemitisme en aan de eeuwenlange vervolging en onderdrukking van de Joden in de diaspora. Het eerste Zionistische congres vond plaats in 1897 in Bazel onder leiding van de Oostenrijkse journalist Theodor Herzl, die in zijn boek “Der Judenstaat” een visioen had geschilderd over een eigen staat voor het Joodse volk, waarin zij een licht onder de naties zouden zijn. Het Zionisme was aanvankelijk grotendeels een seculiere beweging, maar het steunde op de religieuze en culturele band die de meeste Joden al die tijd waren blijven houden met Jeruzalem en het oude land. Veel orthodoxe Joden meenden aanvankelijk dat alleen de Messias hen terug kon leiden naar het Beloofde Land, maar sommigen van hen veranderen van mening door de toenemende vervolging en de Holocaust.
Tussen 1948 en de jaren zeventig kwamen circa 750.000 Joodse vluchtelingen uit de Arabische wereld naar Israël. In Israël is deze migratie bekend als יציאת יהודים ממדינות ערב (Joodse uittocht uit de Arabische wereld). Deze vluchtelingen kwamen uit de Arabische en islamitische wereld. In het hedendaagse Israël staat deze pluriforme groep bekend als de Mizrahi.